# Urban Emanuelsson
Urban Emanuelsson, född 1953, är en svensk växtekolog som framför allt arbetat med frågor om biologisk mångfald.
Emanuelsson disputerade 1984 vid Lunds universitet och var 1995-2008 föreståndare för Centrum för biologisk mångfald (CBM) vid Sveriges lantbruksuniversitet.
Emanuelsson är sedan 2001 ledamot av Kungliga Skogs- och Lantbruksakademien (KSLA).
2007 tilldelades Emanuelsson professors namn.